# Motorola 6847
Motorola MC6847 — электронный компонент, микросхема видеоконтроллера (VDG, Video Display Generator по терминологии разработчика). Разработана компанией Motorola в конце 1970-х годов. Предназначалась для применения в составе домашних компьютеров, видеоиграх, системах отображения различной информации и других подобных устройств.
Наиболее известные примеры применения микросхемы — компьютеры TRS-80 Color Computer, Dragon 32/64, VTech Laser 200 и Acorn Atom.
Микросхема выполнена по n-channel MOS технологии. Выпускалась в корпусе DIP40 (пластиковом и керамическом). Совместима с микропроцессорными наборами M6800, M68000 и другими.

## Возможности
Микросхема реализует четыре символьных, два псевдографических и восемь графических видеорежимов.
Символьные режимы имеют разрешение 16 строк по 32 символа. В качестве знакогенератора может использоваться внутреннее масочное ПЗУ (может программироваться нужным набором символов при изготовлении) или внешний знакогенератор. Символьные и псевдографические режимы могут использоваться одновременно (в одной позиции символа может отображаться символ либо псевдографика).
Графические режимы могут иметь разрешения 64x64, 128x64, 128x96, 128x192 и 256x192 и использовать одну из двух четырёхцветных или двухцветных палитр.
Возможно использование девяти цветов — чёрного, зелёного, жёлтого, синего, красного, желтоватого (почти белый), бирюзового, фиолетового и оранжевого.
Микросхема имеет цветоразностные выходы Y, R-Y и B-Y и может использоваться совместно с модуляторами MC1372 и MC1373.
Существует две версии микросхемы, MC6847 без интерлейса и MC6847Y с интерлейсом (стандарт NTSC).